# 추노 (만화)
《추노 앤솔로지 낙인》(推奴 Anthology 烙印)은 2010년 상반기에 KBS에서 방영한 24부작 수목 드라마 추노를 만화로 엮은 것이며, 제작진의 감수를 거친 한국 최초의 TV드라마 공식 앤솔로지 만화이다.
작품 줄거리를 따라가는 일반적인 드라마의 만화화 방식과 달리, 원작 드라마에 직접적으로 나오지 않는 뒷이야기, 숨은 에피소드, 캐릭터 재해석을 담은 여러 편의 만화 단편을 모은 동인 앤솔로지 개념으로 제작되었다. 드라마 종영일에 맞추어 2010년 3월 25일 정식 출간되었다.

## 참여 작가

### 글
- 전진석
- 정기림

### 그림
- 박설아
- 김보현

### 글/그림
- 고야성
- 윤지운
- 이정아
- 조윤
- 황지애
- 손효정

## 목차
- 윤지운 - 청명(淸名) 007
- 이정아 - 새장 041
- 전진석×박설아 - 심양일기(瀋陽日記) 073
- 지애 - 꽃길 별길 109
- 정기림×김보현 - 흑호(黑虎) 135
- 손효정 - 돌아가는 길 165
- 고야성 - 꽃 그림 193
- 조윤 - 300원의 네 칸 극장 ‘언니들’ 038,071,106,133,188

## 기타사항
- 수록 작품 중 단편 '흑호(黑虎)'의 제호는 서예가 최다원의 글씨이다.
- 초판 부록으로 제공된 추노 캐릭터 스티커는 만화가 조윤의 작업이다.
- 이 책의 판형은 대국전 16절(170x240mm)로서 만화출판물로는 매우 드문 판형이다.

## 출간
| 권         | 발행일          | ISBN                                                                 | 비고 |
| ---------- | --------------- | -------------------------------------------------------------------- | ---- |
| 단 권 완결 | 2010년 3월 25일 | ISBN 978-89-91262-39-2 {isbn}의 변수 오류: 유효하지 않은 ISBN. 17920 |      |